# Rosica (dopływ Wkry)
Rosica – struga, lewy dopływ Wkry o długości 19,45 km. Wypływa w okolicach wsi Gorysze i płynie w kierunku zachodnim. Przepływa obok miejscowości: Rutki-Begny, Rutki-Marszewice, Rutki-Bronisze, Rutki-Borki, Nowa Wieś, Rydzewo, Wólka Rydzewska, Budy Wolińskie, Budy Giżyńskie, Giżyn i w miejscowości Baranek wpada do Wkry.